# Warnemünde
Warnemünde è un quartiere della città tedesca di Rostock, appartenente al primo distretto. È una nota stazione turistica balneare, posta sulle rive del Mar Baltico.

## Geografia fisica
Warnemünde si trova nella zona nord del territorio cittadino, alla foce del fiume Warnow nel Mar Baltico.

## Storia
Warnemünde fu fondata l'11 marzo 1323, al tempo exclave di Rostock.
L'11 giugno 1677, durante la guerra di Scania, al largo tra Warnemünde-Gjedser (od. Gedser), l'ammiraglio danese Niels Juel al comando di una squadra navale di 8 vascelli, 5 fregate e 2 galee, intercettò la squadra svedese dell’ammiraglio Erik Sjöblad composta da 2 vascelli, 6 fregate e 3 brigantini, che da Gotemburgo (od. Göteborg), passando per il Grande Belt, desiderava riunirsi col grosso della flotta ad Est. Juel nelle due ore di combattimento che ne seguirono presso l’isola di Møn, inflisse gravi perdite agli svedesi i quali persero 7 unità e videro la cattura di Sjöblad.

## Monumenti e luoghi d'interesse

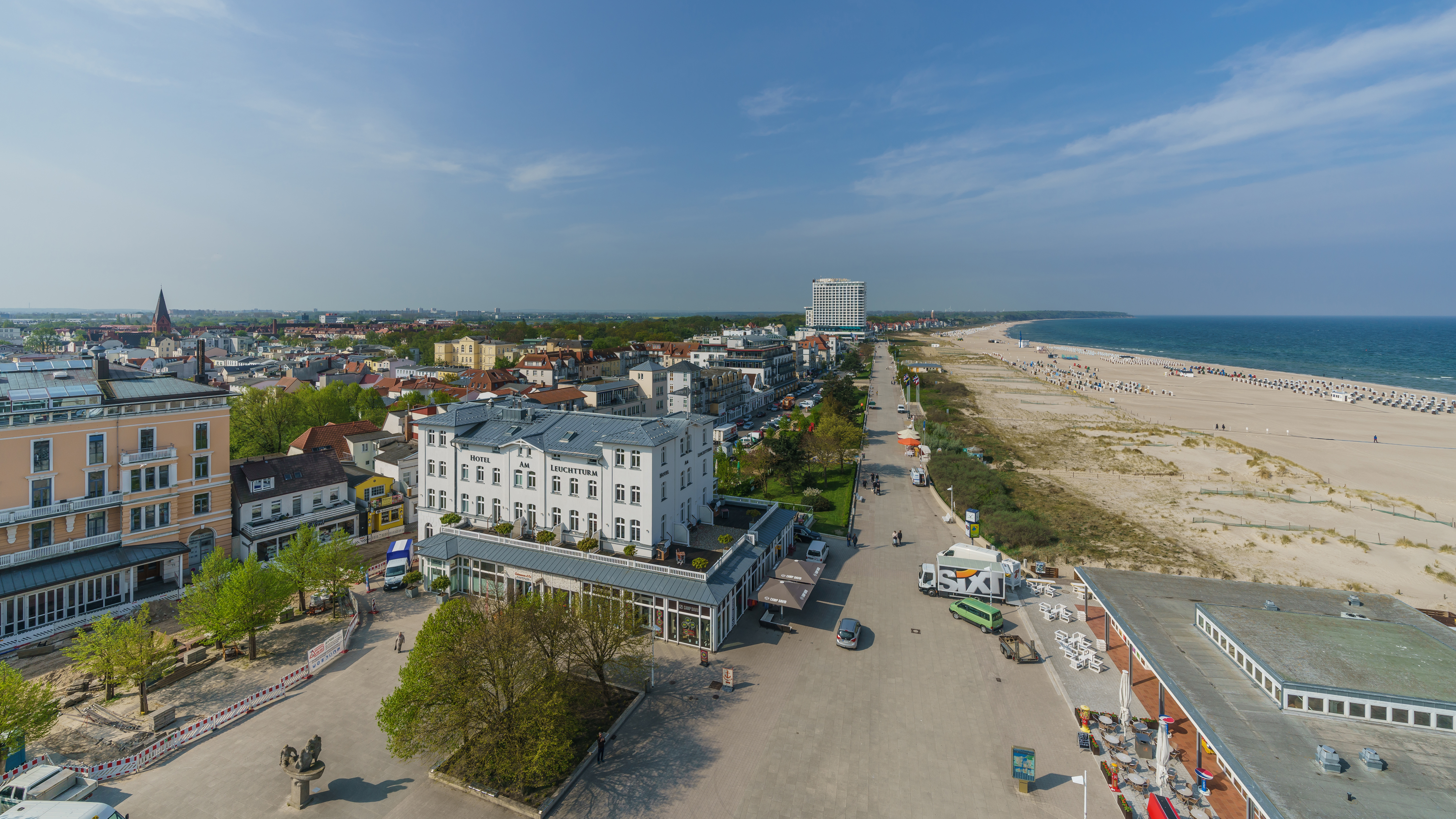
Una passeggiata di Warnemünde

## Infrastrutture e trasporti
Warnemünde costituisce la parte più esterna e settentrionale del porto-canale di Rostock permettendo l’accesso dal lago Breitling, bacino interno (Bodden) nell’estuario del Basso Warnow (Unterwarnow), al golfo di Meclemburgo, sul mar Baltico, attraverso il nuovo corso del canale marittimo (Neuer Strom/Seekanal) mentre, innanzi la spiaggia a ponente del vecchio corso del canale (Alter Strom) è situato anche il faro. Warnemünde costituiva anche il punto d'imbarco/sbarco che univa ferroviariamente la città anseatica di Rostock alla Danimarca, tramite il treno "Ostsee Express" (Berlino-Copenaghen), con sbarco a Gedser, soppresso alcuni anni or sono.
Riguardo ai trasporti urbani, essa conta 2 stazioni (Warnemünde e Warnemünde Werft) sulle linee S1 (Rostock Hauptbahnhof ↔ Warnemünde) ed S2 (Güstrow ↔ Warnemunde) della S-Bahn di Rostock.

## Galleria d'immagini

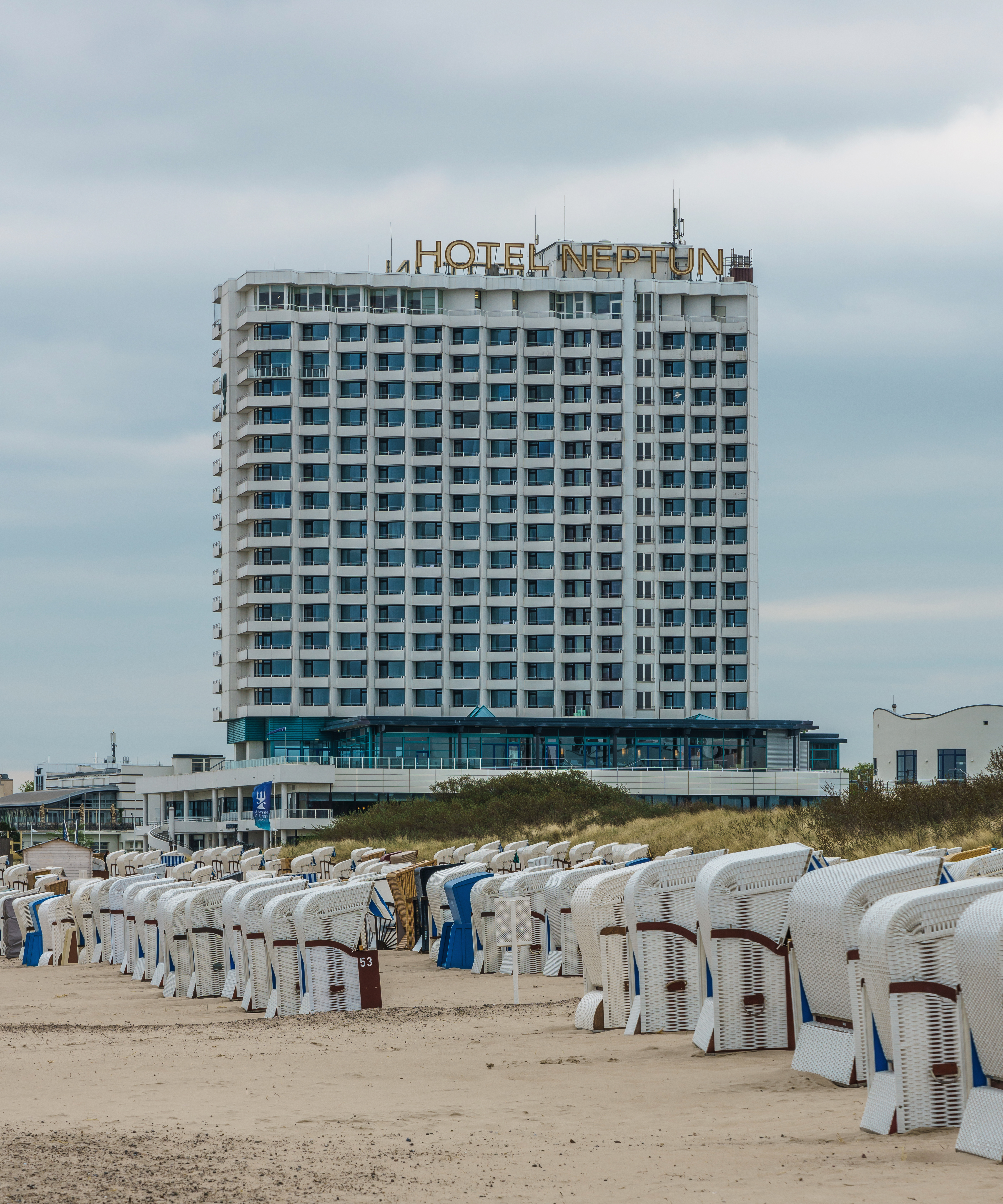
Spiaggia sul Baltico e l’Hotel Neptun
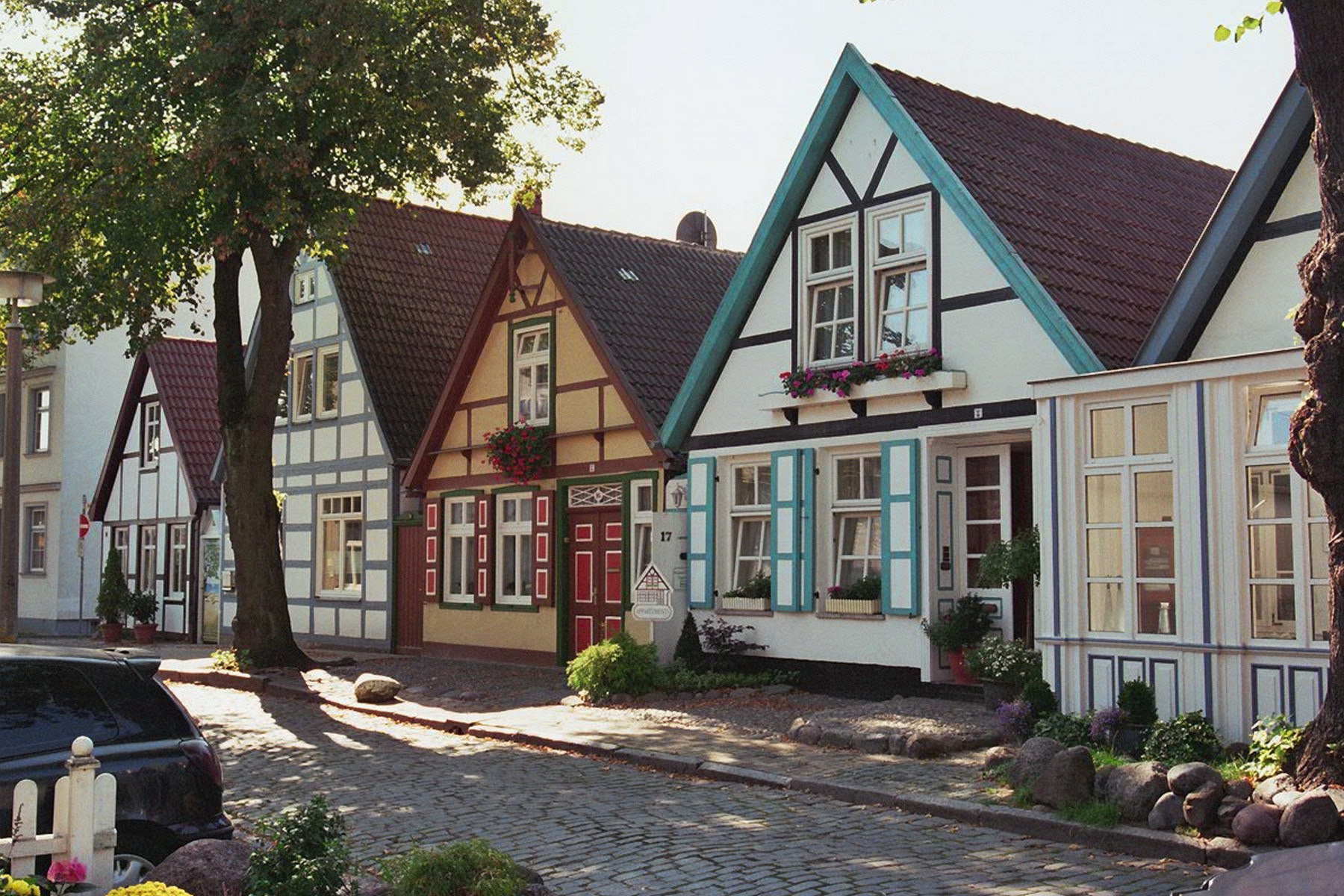
Centro storico con le tipiche  case a graticcio dei pescatori
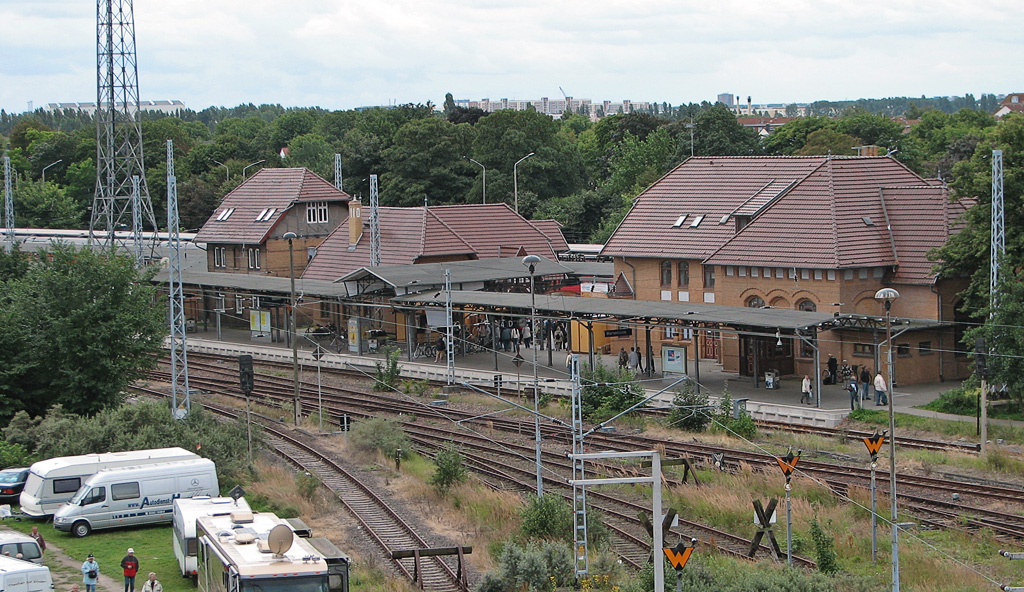
Stazione ferroviaria
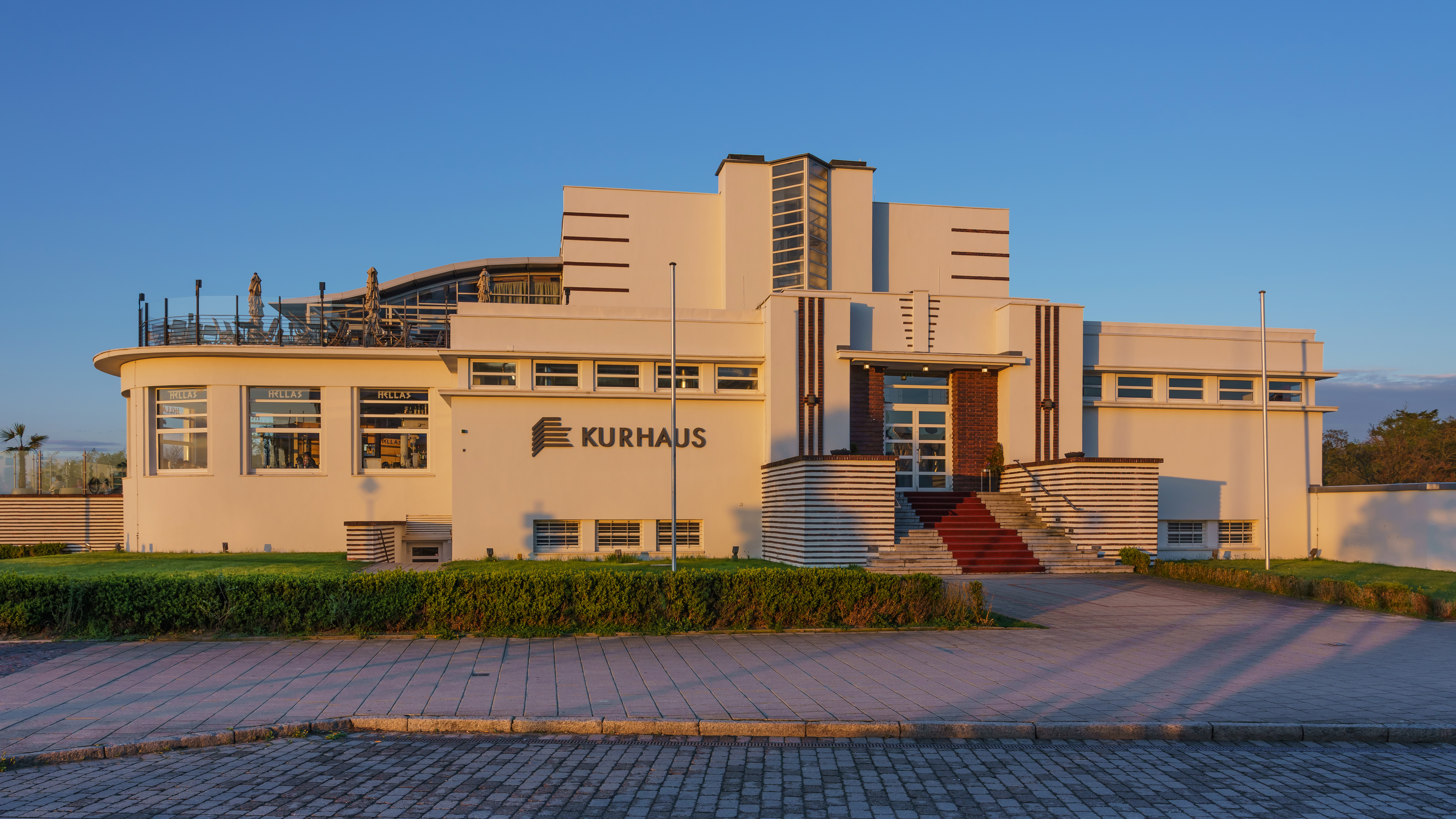
"Kurhaus"
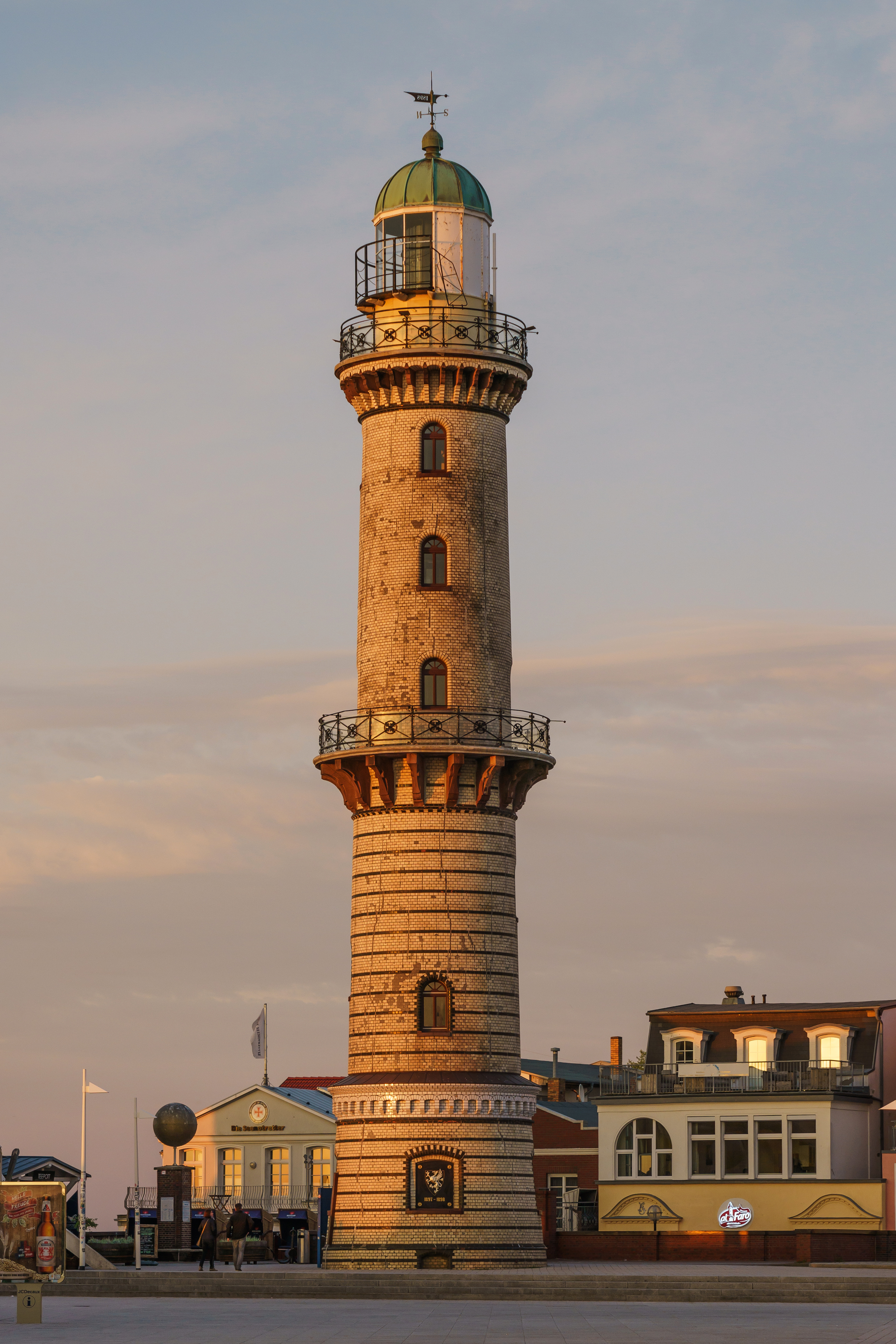
Faro
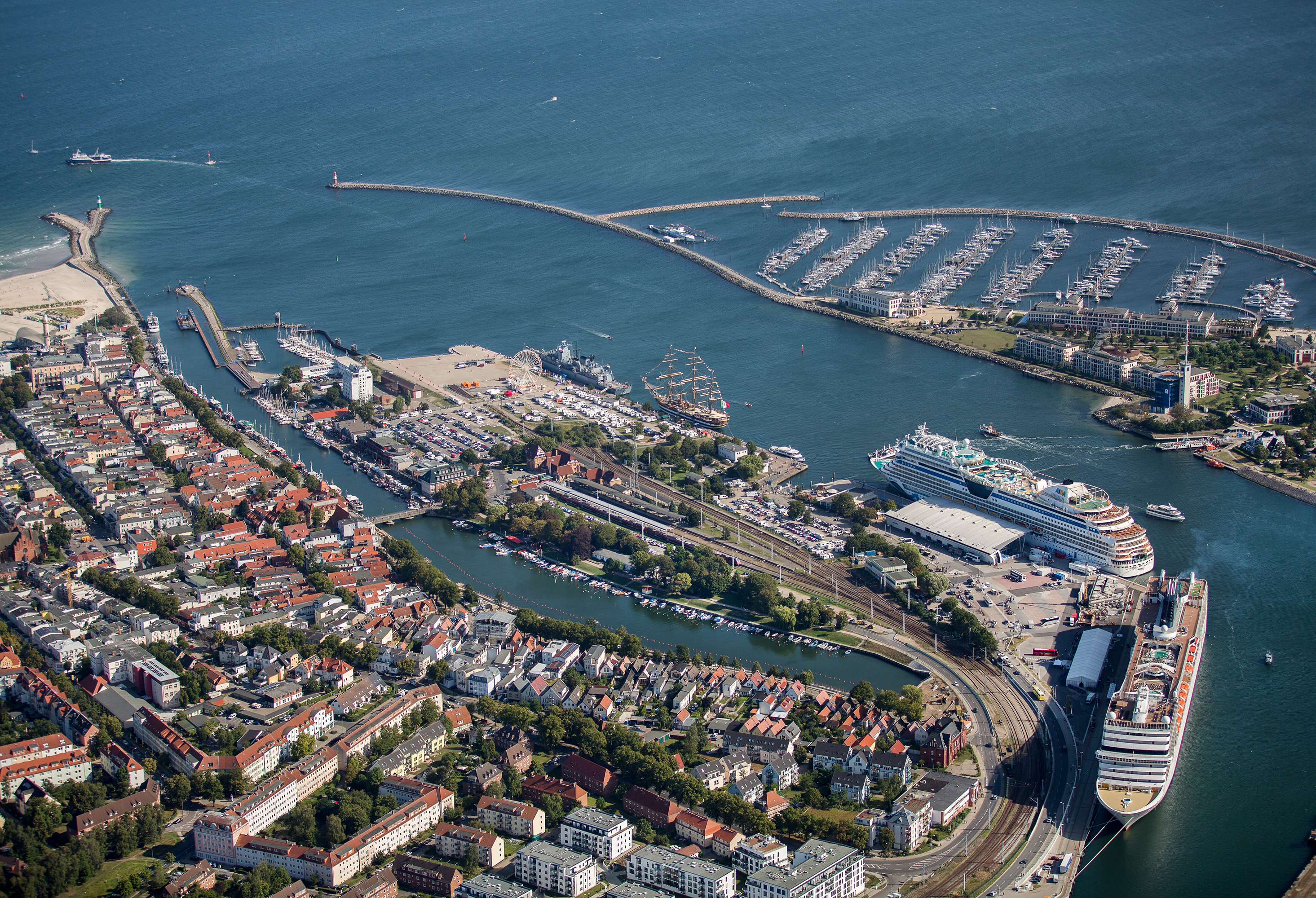
il porto-canale dall'alto ove si distinguono il vecchio corso (Alter Strom) e il nuovo corso del canale marittimo (Neur Strom/Seekanal); ormeggiate in banchina invece, dall’alto verso il basso: fregata tedesca Mecklenburg-Vorpommern (F218), nave scuola Amerigo Vespucci, le navi da crociera AIDAmar (innanzi alla stazione marittima) ed MSC Poesia